# قلعة بهادر (مقاطعة دورة)
قلعة بهادر (بالفارسية: قلعه بهادر) هي قرية تقع في قسم تشكن الريفي (مقاطعة دورة) في إيران. يقدر عدد سكانها بـ 182 نسمة بحسب إحصاء 2016.